# Distrikt Marcona

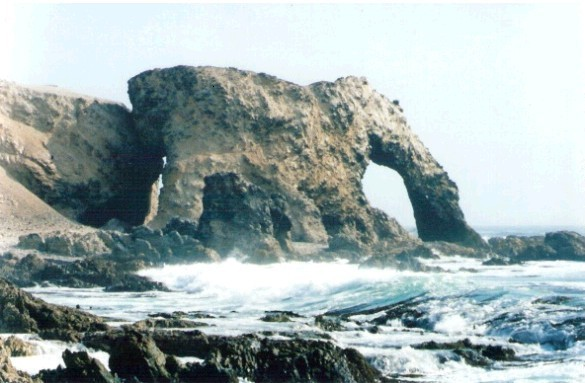
Felsbogen El Elefante de Marcona nahe San Juan de Marcona

Der Distrikt Marcona liegt in der Provinz Nasca in der Region Ica im Südwesten von Peru. Der am 2. Mai 1955 gegründete Distrikt hat eine Fläche von 2009 km² (nach anderen Quellen 1946 km²). Beim Zensus 2017 lebten 15.981 Einwohner im Distrikt. Im Jahr 1993 lag die Einwohnerzahl bei 12.988, im Jahr 2007 bei 12.876. Sitz der Distriktverwaltung ist die im Süden des Distrikts gelegene Küstenstadt San Juan de Marcona mit 15.933 Einwohnern (Stand 2017). San Juan de Marcona liegt 156 km ostsüdöstlich der Provinzhauptstadt Nasca.

## Geographische Lage
Der Distrikt Marcona erstreckt sich über den Süden der Provinz Nasca. Die nördliche Distriktgrenze verläuft nahe dem 15. südlichen Breitengrad. Der Distrikt besitzt einen etwa 90 km langen Abschnitt an der Pazifikküste. Dort erstreckt sich das Schutzgebiet Reserva Nacional San Fernando. Der Distrikt reicht bis zu 65 km ins Landesinnere. Das Gebiet besteht fast vollständig aus Wüste. Die Nationalstraße 1S (Panamericana) von Palpa nach Yauca durchquert den Osten des Distrikts in südlicher Richtung.
Der Distrikt Marcona grenzt im Norden an die Distrikte Changuillo, Nasca und Vista Alegre, im Osten an den Distrikt Santa Lucía (Provinz Lucanas) sowie im Südosten an die Distrikte Bella Unión und Lomas (beide in der Provinz Caravelí).